# Eastern Football Club
Eastern Football Club var en skotsk fodboldklub fra Glasgow, der var blandt de 16 deltagende hold i den første udgave af Scottish Cup i 1873-74.
Eastern FC spillede i kongeblå og højrøde trøjer med hvide shorts, inden klubben i 1877 skiftede til marineblå trøjer og hvide shorts. Hjemmebanen i 1870'erne var Barrowfield Park, inden man i 1880'erne flyttede til Springfield Park.
Klubben deltog i Scottish Cup fra 1873-74 til 1885-86, hvor den to gange nåede kvartfinalerne, inden den lukkede i 1885.

## Landsholdsspillere
Følgende Eastern-spillere har spillet på Skotlands fodboldlandshold:
- John Hunter
- Peter Andrews
- Alexander Kennedy